# سیارک ۱۴۰۳۲
سیارک ۱۴۰۳۲ (به انگلیسی: 14032 Mego، نامگذاری:1994XP) چهارده هزار و سی و دومین سیارک کشف شده‌است که در ۴ دسامبر ۱۹۹۴ کشف شد.